# منتخب ترينيداد وتوباغو لكرة القدم
منتخب ترينيداد وتوباغو لكرة القدم (بالإنجليزية: Trinidad and Tobago national football team)‏ هو ممثل ترينيداد وتوباغو الرسمي في رياضة كرة القدم، تأسس اتحادها لكرة القدم في سنة 1908 وانضم إلى الفيفا في العام 1963. تأهلت ترينيداد للنهائيات بعد أن فازت على فرق ضعيفة مثل سان كيتس ونيفيس لتصعد إلى مجموعة سداسية تضم أمريكا والمكسيك وكوستاريكا وغواتيمالا وبنما واحتلت المركز الرابع في هذه المجموعة قبل أن تفوز على البحرين 2-1 في اجمالي مباراتي الذهاب والإياب بملحق التصفيات.
شاركت ترينيداد وتوباغو مرة واحدة فقط في نهائيات كأس العالم لكرة القدم عام 2006 والتي أقيمت في ألمانيا. ليو بينهاكر (هولندي الجنسية) بعد غياب عن الساحة لسنوات طويلة فاجأ العالم بتعاقده مع منتخب ترينيداد، ثم فاجأه مرة ثانية بقيادة الفريق إلى نهائيات كأس العالم 2006 للمرة الأولى في تاريخ البلاد على حساب منتخب البحرين في الملحق القاري.
أنجبت ترينيداد وتوباغو العديد من اللاعبين الذين تألقوا في الملاعب الأوروبية أبرزهم دوايت يورك الذي لعب في مانشستر يونايتد الإنكليزي وكينواين جونز في ساوثهامبتون الإنجليزي ودينيس لورينس في ريكسهام الويلزي.

## وصلات خارجية
- قائمة بيانات المنتخب من الموقع الرسمي للفيفا باللغة العربية